# Pahanga
Pahanga là một chi nhện trong họ Tetrablemmidae.